# Lisa Vinsa
Lisa Vinsa (* 12. Juni 1995) ist eine schwedische Skilangläuferin.

## Werdegang
Vinsa, die für den Piteå Elit SK startet, nahm von 2011 bis 2015 vorwiegend an Juniorenrennen teil. Ihr erstes Rennen im Scandinavian-Cup absolvierte sie im Januar 2012 in Åsarna, welches sie auf dem 47. Platz im Sprint beendete. Bei den Nordischen Junioren-Skiweltmeisterschaften 2015 in Almaty belegte sie den 31. Platz im Sprint und den vierten Rang mit der Staffel. Ihr Debüt im Skilanglauf-Weltcup hatte sie im Februar 2016 in Stockholm, das sie auf dem 57. Platz im Sprint beendete. Bei den U23-Weltmeisterschaften 2017 in Soldier Hollow kam sie auf den 34. Platz im Sprint, auf den 31. Rang über 10 km Freistil und auf den 23. Platz im Skiathlon. In der Saison 2017/18 errang sie mit zwei Top-Zehn-Platzierungen den 23. Platz in der Scandinavian-Cup-Gesamtwertung. Bei den U23-Weltmeisterschaften 2018 in Goms lief sie auf den 21. Platz über 10 km klassisch, auf den 20. Rang im Sprint und auf den 11. Platz im Skiathlon. Bei der Tour de Ski 2018/19, die sie auf dem 14. Platz beendete, holte sie in Oberstdorf mit dem 27. Platz im 10-km-Massenstartrennen ihre ersten Weltcuppunkte und erreichte bei der Abschlussetappe im Fleimstal mit dem achten Platz ihre erste Top-Zehn-Platzierung im Weltcup. Anfang März 2019 errang sie bei der Minitour in Madona den dritten Platz in der Verfolgung und den zweiten Platz über 5 km klassisch und erreichte abschließend den sechsten Platz in der Gesamtwertung des Scandinavian-Cups und den 47. Platz im Gesamtweltcup.